# خانه مهدی مشگی
خانه مهدی مشگی مربوط به سدهٔ ۱۳ ه.ق است و در اصفهان، خیابان عبدالرزاق، کوچه سینه پائینی واقع شده و این اثر در تاریخ ۱۸ آذر ۱۳۵۴ با شمارهٔ ثبت ۱۱۵۷ به‌عنوان یکی از آثار ملی ایران به ثبت رسیده است.